# Alessio Romagnoli
Alessio Romagnoli (født d. 12. januar 1995) er en italiensk professionel fodboldspiller, som spiller for Serie A-klubben Lazio.

## Klubkarriere

### Roma
Romagnoli kom igennem AS Romas ungdomsakademi, og gjorde sin førsteholdsdebut for klubben i december 2012.

#### Leje til Sampdoria
Romagnoli skiftede i september 2014 til Sampdoria for 2014-15 sæsonen, hvor han imponerede i en fast rolle i klubben.

### AC Milan
Romagnoli skiftede i august 2015 til AC Milan på en fast aftale. Han blev med det samme etableret som en fast mand, da han spillede en total af 40 kampe på tværs af alle tuneringer i sin debutsæson i Milano.
Efter at Leonardo Bonucci forlod Milan i august 2018, blev Romagnoli valgt til holdet nye anfører.
Romagnoli begyndte i 2020-21 sæsonen at miste sin plads på holdet. En række skader havde begrænset hans spilletid, samt at Milan ikke ønskede at døje med hans agent, Mino Raiola, som også var agent for Gianluigi Donnarumma, og derfor ikke var populær i Milano efter Donnarummas skifte til Paris Saint-Germain. Hans spilletid var endnu mindre i 2021-22, og forhandlinger over en fornyelse af kontrakten var uden fremskridt, og han forlod som resultat klubben efter sæsonen.

### Lazio
Romagnoli skiftede i juli 2022 til Lazio.

## Landshold

### Ungdomslandshold
Romagnoli har repræsenteret Italiens på flere ungdomsniveauer.

### Seniorlandshold
Romagnoli debuterede for Italiens landshold den 6. oktober 2016.

## Titler
AC Milan
- Serie A: 1 (2021-22)
- Supercoppa Italiana: 1 (2016)